# Alain Bihr
Alain Bihr (29 de julho de 1950) é um sociólogo francês. Reivindica-se comunista libertário.

## Biografia
Iniciou sua carreira acadêmica como professor de filosofia no ensino médio. Defendeu sua tese de doutorado em sociologia (1990)  e foi nomeado professor de sociologia na Universidade de Haute-Alsace e depois assume assume a função de professor titular na  Universidade de Franche-Comté. É membro do Laboratório de Sociologia e Antropologia na mesma instituição.
Ele é o autor de vários estudos sobre o socialismo e o movimento operário. É um dos co-fundadores e editores da revista À Contre Courant. Autor de várias obras polêmicas durante a década de 1980, ele também é conhecido  por seu estudo da extrema direita francesa (em particular da Frente Nacional ) e do negacionismo (ele liderou um importante coletivo intitulado Négationnistes : Les Chiffonniers de l'Histoire, 1997 ).[carece de fontes?]
Reivindica-se do comunismo libertário embora seja fortemente influenciado pelo pensamento marxista. Dedica-se ao estudo da propriedade e da exploração capitalista.  Ele é membro da União Comunista Libertária.

### Obras selecionadas
- L'Économique fétiche: Fragment d'une théorie de la praxis capitaliste, París, Le Sycomore, « Arguments critiques », 1979, ISBN 978-2-86262-040-4.
- Coautor con Mahmoud Mawid, Jean Marie Heinrich, La Néo-social-démocratie ou le Capitalisme autogéré, París, Le Sycomore, 1980, ISBN 978-2-86262-044-2.
- Les Métamorphoses du socialisme, Strasbourg, 1986, ISBN 978-2-9501211-0-3 y 2950121101.
- La Farce tranquille : normalisation à la française, París, Spartacus, 1986, ISBN 978-2-902963-18-8 y 2902963181.
- Entre bourgeoisie et prolétariat : l'encadrement capitaliste, Paris, Editions L'Harmattan, 1989, ISBN 978-2-7384-0344-5,  2296174787, y 9782296174788 (texto en línea).
- Du grand soir à l'alternative: Le mouvement ouvrier européen en crise, prefacio de Pierre Fougeyrollas, París, Les Éditions ouvrières, 1991, ISBN 978-2-7082-2877-1 y 2708228773 (versión de la tesis de doctorado de Alain Bihr, texto en línea).
- Pour en finir avec le Front national, prefacio de Gilles Perrault, París, éditions Syros, « Pour débattre », 1992, ISBN 978-2-86738-853-8 y 2867388538.
- Philosophie : bac G, F et H, París, Foucher, « Plein pot », 1992, ISBN 978-2-216-01634-1.
- Coautor con Roland Pfefferkorn, Déchiffrer les inégalités, París, Syros, « Alternatives économiques », 1995, ISBN 978-2-84146-093-9.
- Coautor con Roland Pfefferkorn, Hommes - femmes, l'introuvable égalité : École, travail, couple, espace public, París, éditions de l'Atelier, éditions Ouvrières, « Points d’appui », 1996, ISBN 978-2-7082-3235-8.
- Négationnistes : les chiffonniers de l’histoire, Villeurbanne-Paris, éditions Golias-Syllepse, « Mauvais temps & Classiques du silence », 1997, ISBN 978-2-907993-46-3.
- Le spectre de l'extrême droite : les Français dans le miroir du Front national, París, éditions de l'Atelier, éditions Ouvrières, 1998, ISBN 978-2-7082-3350-8 y 2708233505 (texto en línea).
- Le crépuscule des États-nations: Transnationalisation et crispations nationalistes, Lausanne, éditions Page deux, 2000, ISBN 978-2-940189-18-2 y 2940189188 (comentario 'Le Monde diplomatique').
- La reproduction du capital-Prolégomènes à une théorie générale du capitalisme, 2 tomos, Lausanne, éditions Page deux, 2001, ISBN 978-2-940189-22-9 y 2940189226.
- Colaboración con Pierre Tevanian, Le racisme républicain: Réflexions sur le modèle français de discrimination, París, L'Esprit frappeur, 2002, ISBN 978-2-84405-181-3.
- La Bourse ou la vie ! : Contre les fonds de pension, prefacio de Étienne Deschamps, París, éditions CNT, 2003, ISBN 978-2-9516163-4-9 y 2951616341.
- La préhistoire du capital: Le devenir-monde du capitalisme, vol. 1, Lausanne, éditions Page deux, 2006, ISBN 978-2-940189-36-6 y 2940189366.
- La Novlangue néolibérale, la rhétorique du fétichisme capitaliste, Lausanne, Éditions Page deux, 2007, ISBN 978-2-940189-39-7 (texto en línea).
- Coautor con Roland Pfefferkorn, Le Système des inégalités, París, La Découverte, 2008, ISBN 978-2-7071-5220-6 y 270715220X.
- La Logique méconnue du « Capital », Lausanne, éditions Page deux, 2010, ISBN 978-2-940189-44-1.
- Les rapports sociaux de classes, Lausanne, éditions Page deux, 2012, ISBN 978-2-940189-49-6 y 2940189498.